# جامعة سانت كلاود
جامعة سانت كلاود (بالإنجليزية: Saint Cloud State University)‏ تأسست في عام 1869، وبها أكثر من 150 برنامج لمنح الشهادات برسوم مناسبة.
تقع في مدينة سانت كلاود التي تقع على ضفاف نهر المسيسبي، وهي مدينة صغيرة في الولاية التي تضم 10000 بحيرة.

## البرامج الأكاديمية
تم إنشاء الجامعة كمدرسة عادية، بعد ذلك وضع برامج على المستوى الجامعي للمعلمين. واليوم توفر أكثر من 200 تخصص، وبرامج ما قبل المهني في ست أقسام.
ومن بين البرامج الجامعية هي المحاسبة، ومسح الأراضي ورسم الخرائط العلوم، والأرصاد.
في قسم الدراسات العليا توفر أكثر من 60 برامج للدراسات العليا والشهادات التي تؤدي إلى التخصص في المجال مثل ماجستير في الآداب، ماجستير في إدارة الأعمال، ماجستير في الإدارة الهندسية، ماجستير في الموسيقى، درجة الماجستير في العلوم وEd.D. في برامج التعليم العالي وللملاحظة تتضمن الشؤون التنظيمية والخدمات والتكنولوجيا الطبية وجودة البحوث التطبيقية السريرية.